# Mesoplocia inaccessibile
Mesoplocia inaccessibile is een haft uit de familie Euthyplociidae. De wetenschappelijke naam van de soort is voor het eerst geldig gepubliceerd in 1994 door Kluge & Naranjo.
De soort komt voor in het Neotropisch gebied.